# 徐一士
徐一士（1890年10月—1971年11月），原名徐仁钰，字相甫，号蹇斋。曾自号亦佳庐主人。生于中國山东，北京宛平人，祖籍江苏宜兴。
辛亥革命前后，以“一士”为笔名为各大报章撰文，遂以徐一士之名行世。近代掌故大家，他所撰掌故小品，保存了不少珍贵的历史资料，曾誉为“晚近掌故史料之巨擘”。

## 家世
徐一士祖上为江苏宜兴大族，清中叶以后科举极盛，即其家乘《繁衍集》所谓“父子三翰林”、“三代十科十二举人”、“祖孙父子叔侄兄弟同登科”、“一时同堂五进士”等等。
其祖徐家杰与李鸿章为道光年间同年进士，曾任北京金台书院山长。伯父徐致靖，光绪二年（1867年）进士，礼部右侍郎、翰林侍读学士，为戊戌变法重要人物。兄徐凌霄也是著名的记者和掌故专家。

## 生平
1910年，毕业于山东客籍高等学堂，授举人出身。1924年，曾就职于农商部矿政司。1928年，就职于中国大辞典编纂处，并在平民大学新闻系、盐务专科学校、北京国学补修社、北京国学书院兼课。1958年起为北京市文史研究馆馆员。

## 著作
- 再版. 古今出版社. 1944-11  [2022-11-18]. （原始内容存档于2023-02-08）.
- 初版. 太平書局. 1945-06  [2022-11-18]. （原始内容存档于2022-11-18）.
- 亦佳庐小品  北京出版社
- 凌霄一士随笔(1-5) 山西古籍出版社